# Hyllemor
Hyllemor är i folktron i södra Sverige och Danmark ett kvinnligt andeväsen som lever under fläderträden.
Hyllemor hör dock inte till den egentliga folktron, utan är snarast att ses som en pedagogisk fiktion för att skrämma barn från att bryta grenar av fläderträden eller orena under dem, vilket anses vålla sjukdom.[källa behövs] En motsvarighet är askefrun, som anses hålla till i askträd.
I sin saga Hyldemoer (1850)  skriver H.C. Andersen:
Ja, disse Romere og Grækere", sagde den gamle Mand, "de kaldte hende en Dryade, men det forstaae vi ikke; ude i Nyboder have de et bedre Navn til hende, der kaldes hun: "Hyldemoer" [...].

## Uppteckningar
Andra namn på Hyllemor (-mora, -moran) har varit Hyllefroan (-froen, -frun), i Danmark Hyldefrue (-mor, -kvinde), i Tyskland Frau Holle (Holda, Holla, Holder). Tolkningen att Hyllemor skulle ha saknat verklig trosbakgrund, har inget stöd i uppteckningsmaterialet. Folklivsforskaren Eva Wigström träffade enligt egen uppgift flera personer som både trodde på och offrade till Hyllemor. "Att offra till hyllen är tämligen vanligt i södra Sverige," skriver C. W. von Sydow, 1932. "Vanligen är det för sjukdom man offrar, nämligen för sådan sjukdom som man tror sig ha fått genom att man orenat vid en hyll eller brutit någon kvist från den utan att först be om lov. Då får man en utslagssjukdom som kallas hylleskåll, och den botas genom att tvätta sig i spenvarm mjölk, som man sedan slår ut vid hyllen och ber om förlåtelse för vad man låtit komma sig till last." Eva Wigström exemplifierar: "Har någon fått hylleskåll, så är det för det hyllekvinnan, som bor i hyllen, blivit förargad över att personen orenat invid busken. Då skall den sjuke tvätta sig tre morgnar å rad i osilad mjölk, slå den till hyllebusken ock säga: 'Jag läskar din rot, tag det onda ifrån mig!'."
Det har även varit vanligt att offra till hyllekvinnan vid speciella högtider, enligt Wigström.
"Jag känner folk på Branteviks fiskeläge, som julafton offrade öl åt hyllen, på det den ej skulle blåsa sjukdom på dem. Man tror nämligen, att hyllen under blomningen är farlig för den, som på något sätt förfördelat 'hyllefroan', som bor där."
"Jag är bekant med en gammal kvinna i St. Olofs by, hon offrar öl eller mjölk till hyllen, men då säger hon alltid: 'Jag ska ge dig lite att dricka, hyllefroa'."
"Man kan ännu träffa personer, som julafton offra öl eller mjölk åt sina fläderbuskar. De hälsa, att 'hyllefroa måtte hålla till godo med välfägnaden'."
I dessa fall tycks hyllen ha uppfattats som gårdens vårdträd, vilket ofta fick mottaga dryckesoffer vid jul. De sjukdomar, som Hyllefrun tänktes bota om man offrade till henne, har i Skåne varit sådana som hon själv troddes ha vållat då hon blivit förolämpad, men i både Blekinge och på Öland har man trott att hon även kunde bota sjukdomar i allmänhet. Där har man också offrat mynt – som bruket var vid offerkällor. Mynten grävdes ner under någon av hylleträdets rötter, och både silver- och kopparmynt kunde komma ifråga.
Mycket övertro har knutits till hylle, som redan av Henrik Harpestreng omtalas som medicinalväxt. Att trädet eller busken fått en så framträdande roll inom folktron har brukat förklaras med dess ovanliga utseende. "De stora vita blomsamlingarna, den fräna lukten, den starka skuggan som hindrar växtlighet under trädet, de långa skotten med den lösa märgen, dess medicinska användning, dess växtplats intill bostäderna, alltsamman har i förening gett hyllen en sådan särställning, att den kunnat draga till sig varjehanda folktro, sedvänjor och fiktioner, utan att dessa står i något närmare förhållande till varandra", skriver von Sydow. I synnerhet är det, anser han, dess växtplats i närheten av bostäder, som gett folktron dess speciella inriktning "i det man lätt kunnat skylla iråkad sjukdom på missaktning gentemot hyllen, vilket åter framtvingat offer till den". Föreställningen om Hyllemor, den trädande som troddes bo i trädet, kallar han en "pedagogisk kausalfiktion"; ett sätt att förmänskliga och därmed begripliggöra orsaken till att trädet kunde både vredgas och blidkas. Botanikern Johan Lange menade att tron att trädet var besjälat fått näring av det faktum att både stam och större grenar är ihåliga efter den degenererade märgen. Det var dessa håligheter som troddes hysa trädets ande eller leda ned till hennes boning i rötterna. Även trädets namn kan ge en fingervisning om detta, då det kan vara besläktat med verbet hylle, "hölja, dölja", eller vara avlett av adjektivet hul, "ihålig". (Jämför engelskans hollow-tree.)
Hur hyllekvinnan kunde tänkas se ut framgår av följande uppteckning: "Hylleträd bör man aldrig hugga ned, ty då gör hyllemoran en bara förtret. Min man såg hänne en gång sitta i en hyllebuske. Hon hade grön kjortel ock tröja ock svartrandigt förkläde. Han hade tänkt att hugga den gamla hyllen, men nu lät han vackert bli."